# Anisomeridium phaeospermum
Anisomeridium phaeospermum är en lavart som beskrevs av R. C. Harris. Anisomeridium phaeospermum ingår i släktet Anisomeridium och familjen Monoblastiaceae.   Inga underarter finns listade i Catalogue of Life.